# لجنة أمن الدولة
لجنة أمن الدولة (بالبلغارية: Комитет за държавна сигурност, Komitet za darzhavna sigurnost، واختصارًا: КДС) معروفة غالبًا بالأمن القومي، هي مؤسسة استخباراتية بلغارية ظهرت إبان الحكم الشيوعي لبلغاريا والحرب الباردة، وانفرط عقدها قبيل انهيار الاتحاد السوفيتي عام 1989م.

## نشاطاتها
في عام 1964م أنشا أمن الدولة الوحدة السابعة بقيادة الكولونيل بيتكو كوفاتشيف، وكان على عاتق هذه الوحدة قتل واختطاف وتضليل المنشقين البلغاريين الذي يعيشون في الخارج. نفذت الوحدة عمليات ضد منشقين في إيطاليا، وبريطانيا، والدينمارك، وألمانيا الغربية، وتركيا، وإثيوبيا، وفرنسا، والسويد، وسويسرا. ظهرت أوراق نشاطاتها السرية إلى العلن عام 2010م.
لعبت اللجنة دورًا فاعلاً فيما سمي بمشروع النهضة في احتواء العرق التركي وتصهييره ضمن المجتمع البلغاري في الثامنينيات، إضافة إلى ضلوعها في مقتل الكاتب والمنشق جورجي ماركوف في لندن عام 1978م فيما يعرف بالمظلة البلغارية والتي استعملت في العملية.
لطالما أثار المجتمع الدولي قضاية اتهام أمنة الدولة بالمسؤولية عن صفقات الأسلحة، والمخدرات، والكحوليات، والسجائر، والذهب، والفضة، كما تضمنت أيضًا اتهامات بتهريب الآثار قبل عام 1989م. ولهذا الأمر، يُراج أن الجرائم المنظمة التي كانت تحدث في بلغايا قبل عام 1990م كانت من طرف عملاء يتبعون أمن الدولة.
تتهم لجنة أمن الدولة بقتل الكاتب المنشق جورجي ماركوف باستخدام المظلة البلغارية عند جسر ووترلو في لندن. وكانت في السابق قد اتهمت بمحاولة قتل البابا يوحنا بولس الثاني عام، وهو ما أثار غضب بلغاريا ورفضها المطلق للاتهام.

## ملفاتها
ملفات أمن الدولة السرية لطالما كانت مثار جدل واسع في بلغاريا. فبعد انهيار حكم الشيوعيين فيها، اتهمت القوى السياسية الجديدة نخبة الشيوعيين من إتلاف أوراق اللجنة السرية. وفي عام 2002م أظهرت التحقيقات ضلوع وزير الداخلية السابق أتاناس سيميردزيف في إتلاف 144,235 ملفًا سريًا.

## اقرأ أيضًا
- جمهورية بلغاريا الشعبية
- المظلة البلغارية